# Master of Engineering
Der Master of Engineering – kurz: M.Eng. oder MEng, in einigen Ländern auch ME – ist ein akademischer Grad, der durch das Master-Studium einer Ingenieurwissenschaft erlangt werden kann. Es ist ein zweiter berufsqualifizierender Hochschulabschluss, der auf ein grundständiges Bachelor-Studium aufbaut und zudem für eine Promotion berechtigt. Ebenso wie der Bachelor-Abschluss berechtigen auch das Diplom einer Fachhochschule sowie das Diplom I einer Gesamthochschule für ein Master-Studium. Das Diplom einer Universität sowie das Diplom II einer Gesamthochschule sind akademisch mit dem Master-Abschluss gleichgestellt.

## Bologna-Prozess
Durch den Bologna-Prozess wurde der akademische Grad des Diplom-Ingenieurs in vielen Hochschulsystemen durch die Bachelor- und Master-Abschlüsse ersetzt. Der Master, der in der Regel weitere drei bis vier Semester dauert, ist mit dem Diplom einer Universität sowie dem Diplom II einer Gesamthochschule gleichgestellt und hat eine Gesamtleistung von 300 ECTS-Punkten. Der Master ist hierbei ein konsekutiver Studiengang, der bereits auf ein abgeschlossenes Bachelor-Studium oder das Diplom einer Fachhochschule sowie das Diplom I einer Gesamthochschule aufbaut. Mit dem Master of Engineering ist es – ebenso wie mit anderen Master-Abschlüssen – sowohl mit dem Abschluss einer Fachhochschule als auch einer Universität möglich, zur Promotion zugelassen zu werden.
In Österreich wird an Absolventen regulärer ingenieurwissenschaftlicher Masterstudien weiterhin der Grad „Diplom-Ingenieur/in“ verliehen, der in der englischen Fassung des Masterzeugnisses zudem mit „Master of Science“ übersetzt und für gleichwertig erklärt wird. Der Grad „Master of Engineering“ wird dort nur in wenigen Weiterbildungsprogrammen verliehen.
Der Master of Engineering wird nur im Bereich der Ingenieurwissenschaften verliehen. Je nach inhaltlicher Ausrichtung des Studiengangs kann in den Ingenieurwissenschaften auch der Master of Science verliehen werden. Masterstudiengänge sind nach den Profiltypen „stärker anwendungsorientiert“ und „stärker forschungsorientiert“ zu differenzieren und können entsprechend den unterschiedlichen Aufgaben der Hochschulen sowohl an Universitäten als auch an Fachhochschulen angeboten werden. Welcher Master-Grad nach Abschluss des Studiums vergeben wird, ist in der jeweiligen Studienordnung für jeden einzelnen Studiengang an den Hochschulen festgelegt.

## Spezialisierungen und Weiterbildung
Für Ingenieure mit einem ersten berufsqualifizierenden Hochschulabschluss (Bachelor, Master, Diplom) gibt es zahlreiche Weiterbildungs- und Spezialisierungsmöglichkeiten. Beispielsweise wird am Institut für wissenschaftliche Weiterbildung (casc – campus advanced studies center) der Universität der Bundeswehr München ein berufsbegleitender weiterbildender Master-Studiengang Systems Engineering (M.Sc.) angeboten. Zielgruppen sind zivile Fach- und Führungskräfte aus Industrie und Wirtschaft, in Behörden auf Bundes-, Landes- und kommunaler Ebene sowie Bundeswehrangehörige und ausscheidende Zeitoffiziere und -soldaten. Die Teilnehmenden lernen, Methoden und Prozesse des Systems Engineering anzuwenden, um komplexe Systeme und Großprojekte zu beherrschen. Eine ganzheitliche und systematische Sicht- und Vorgehensweise stehen im Fokus. Das Weiterbildungsangebot findet im Format Blended Learning statt, Selbstlernphasen (webbasierte Lernplattform mit virtuellen Lerngruppen) wechseln mit Präsenzphasen auf dem Campus in Neubiberg bei München ab.  Da der Studiengang modular aufgebaut ist, können auch nur einzelne Module belegt und mit einem Hochschulzertifikat abgeschlossen werden. Diese können auch auf den Master-Studiengang angerechnet werden.

## Weitere Grade
Der Master of Engineering hat außerhalb Deutschlands aufgrund seiner vielen Vertiefungsrichtungen und Studiengänge in manchen Fällen eine leicht abgewandelte Bezeichnung, so werden unter anderem auch folgende akademische Grade vergeben:
- Master of Science in Engineering (MSc in Eng.)
- Master of Business Engineering (MBE)
- Master of Business Administration and Engineering (MBAE)
- Master of Systems Engineering (M. of Systems Eng.)